# Castletownbere
Castletownbere (iriska: Baile Chaisleáin Bhéarra) är ett samhälle i grevskapet Cork på Irland. Castletownbere ligger på sydvästkusten av Irland i West Cork vid Berehavenhamnen. Orten är även känd som Castletown Berehaven (lokalt endast Castletown eller CTB). Namnet på samhället kommer från Dunboy Castle som var hemmet för O'Sullivan-Berefamiljen.
Djuphavshamnen var fram till 1800-talet mycket använd av smugglare. Samhället har ett invånarantal på cirka 1 000 invånare.